# Famille Joumblatt

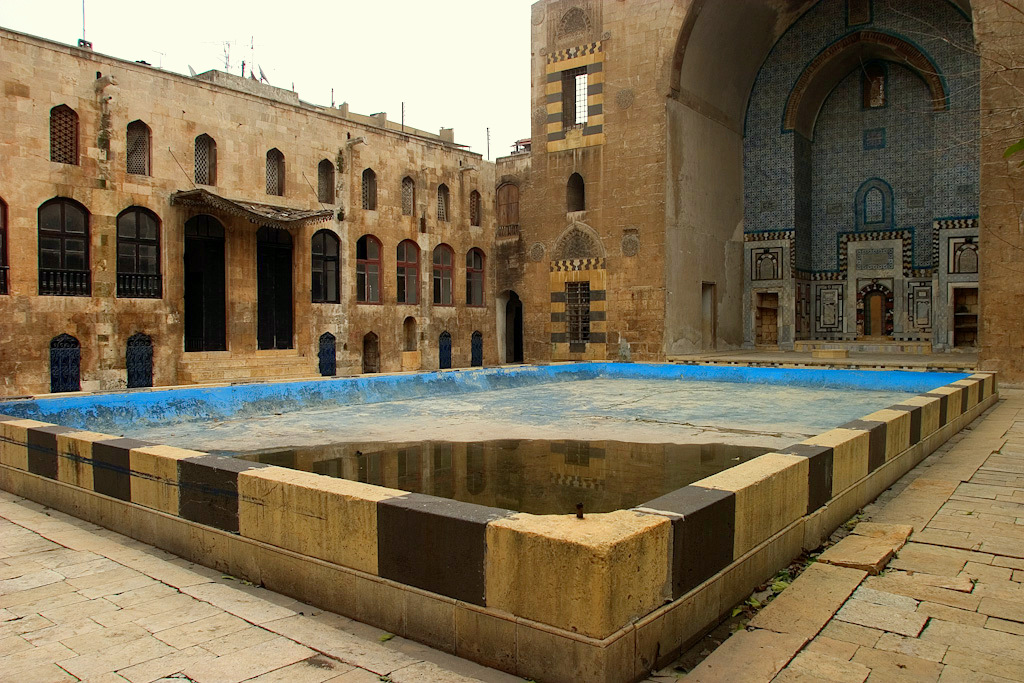
Palais Joumblatt à Alep.

La famille Joumblatt (جنبلاط) est une famille libanaise qui a joué un grand rôle dans l'histoire du Liban. 

## Histoire
La famille Joumblatt est syrienne à l'origine et vivait à Alep. C'est après la défaite d'Ali Bacha Joumblatt en 1607-1608 contre les Ottomans que les Joumblatt quittent la province de Syrie. Ils ont émigré au XVIIe siècle au Liban. En 1650, installés à Moukhtara, ils héritent d'un palais d'une famille druze influente, les Kadi. C'est après leur installation dans la montagne, qu'ils deviennent des notables influents en collaborant avec les grands émirs du Chouf.
La famille était sunnite, ils sont devenus druzes, grâce à leur influence ainsi qu'à l'héritage reçu par un « mariage suspect » entre Ali Joumblatt et la fille du Kadi (juge de l'époque chargé des biens des Druzes).
Les Joumblatt apparurent au Mont Liban entre 1607 et 1630, après leur défaite à Killis d'où ils sont originaires. Ils s'installèrent à Mazra'at ach-Chouf, puis en 1663, à Moukhtara où ils résident encore actuellement. Très vite, grâce au mariage cité plus haut, ils accumulèrent une fortune immense. Cette richesse se mua en puissance politique. De 1750 à 1824, la concurrence avec les Yazbakis, parti dominant avant leur arrivée, fut rude. Les Druzes sont depuis divisés en deux parties : les Yazbakis et les Joumblattis. Les puissances régionales profitaient des dissensions des factions pour s'immiscer dans les affaires de la montagne.
Une nouvelle force, majoritairement chrétienne, surgit dans le Chouf. Elle s'employa à tempérer l'opposition Joumblatti-Yazbakis et assura une base plus stable aux princes Chéhab.
Le cheikh Béchir Joumblatt, homme très riche et très puissant, est capturé et exécuté après la défaite de son camp lors d'une guerre l'opposant à l'émir Béchir Chéhab. Le clan des Yazbakis a été vainqueur. Après sa mort, c'est son fils Saïd Bey Joumblatt qui prend la tête de la famille, mais, condamné à la prison à vie, il y meurt en 1861.
Suit alors Fouad Bey Joumblatt, père de Kamal et grand-père de Walid, qui est nommé gouverneur de la région par les autorités mandataires françaises ; il est tué en 1931.

### Kamal Joumblatt
À la mort de son père, Kamal Joumblatt n'avait que quatorze ans, c'était donc sa mère, Sitt Nazira qui gérait les affaires de la famille. C'était la paix entre Yazbakis et Joumblattis grâce à la sagesse du grand cheikh Akl Druze Hussein Hamadé.
Après avoir terminé ses études, Kamal commence sa vie politique où il fonde notamment le Parti socialiste progressiste. Pendant la guerre civile, il choisit le camp des palestino-progressistes en apportant son soutien à la résistance palestinienne. Il est assassiné le 16 mars 1977.
À sa mort, c'est son fils unique, Walid Joumblatt qui devient le chef incontesté des druzes du Liban en 1983 après avoir tenté d'éliminer son adversaire politique historique Cheikh Farid Hamadé, chef du parti Yazbaki devenu « le parti des Druzes libres ». Le PSP était le premier responsable alors des massacres des chrétiens du Chouf.
Aujourd'hui; Walid Joumblatt a été contraint de s'allier avec les chrétiens de Samir Geagea pour faire face à la forte puissance des chiites libanais alliées avec le chrétien Michel Aoun.

## Membres célèbres
- Ali Bacha Joumblatt
- Khattar Joumblatt
- Béchir Joumblatt
- Saïd Joumblatt
- Fouad Joumblatt, fils de Saïd Joumblatt et père de Kamal.
- Kamal Joumblatt, père de Walid, et fils de Fouad, fondateur du Parti socialiste progressiste.
- Walid Joumblatt, un des actuels leaders de la communauté druze.